# Mobilisation russe de 2022

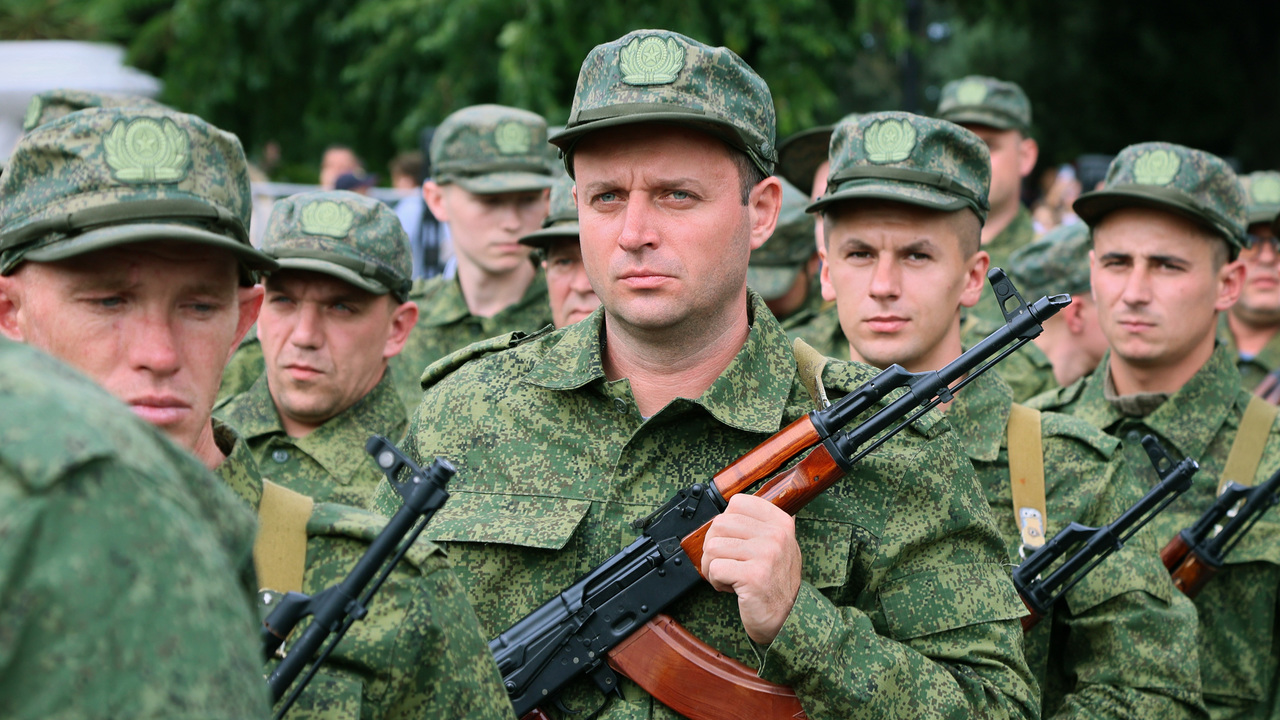
Appelés russes en septembre 2022.

Le 21 septembre 2022, une mobilisation d'une partie des hommes russes est annoncée par le président Vladimir Poutine dans le cadre de l'invasion russe de l'Ukraine, débutée le 24 février précédent, avec la signature du décret (oukase) correspondant no 647. La décision est prise peu après le succès de la contre-offensive ukrainienne dans l'oblast de Kharkiv et un jour après l'annonce des référendums sur l'adhésion à la Russie des territoires ukrainiens occupés par l'armée russe.
Des manifestations sont organisées après l’annonce de la mobilisation des réservistes. Des Russes quittent le pays pour éviter cette mobilisation. 
Début novembre, Vladimir Poutine affirme que 318 000 Russes ont été mobilisés ; 500 000 selon plusieurs ONG. En décembre, le ministre de la défense Sergueï Choïgou annonce l'objectif, validé par Poutine, d'atteindre le nombre de 1,5 million de militaires russes.

## Historique
Le 21 septembre 2022, un discours pré enregistré de Vladimir Poutine est diffusé, dont les principales annonces sont une mobilisation partielle des civils réservistes et une utilisation de toutes les armes à disposition pour défendre la Russie. Il évoque ainsi l'arme nucléaire mais sans nommer précisément celle-ci. Le gouvernement russe entend mobiliser 300 000 réservistes (sur un potentiel de 25 000 000 mobilisables) ; les hommes ayant une formation spécialisée (tankistes, servants de pièces anti aérienne...) seront mobilisés en priorité,.
Toutefois, le média russe d'opposition Novaïa Gazeta affirme, sur la base de sources du Kremlin, qu’un million de Russes pourraient être concernés. 
Dans le Caucase et en Sibérie, un nombre important d'hommes sont regroupés avant d’être emmenés dans des bus. Contrairement aux engagements des autorités russes, des civils sans expérience militaire sont enrôlés. En Bouriatie, une vidéo montre la police militaire qui vient chercher des étudiants dans leurs classes : « Je vais citer une série de noms de famille… En sortant de la classe, vous allez directement dans les bus ». Sur l'île de Sakhaline, au large de la Sibérie, des mineurs doivent immédiatement monter dans des bus de l'armée après la sortie du puits. De nombreux civils sont recrutés dans les régions reculées et pauvres mais le recrutement s'effectue aussi plus à l'ouest à Moscou ou à Koursk par exemple,.
Valentina Matvienko, réputée proche de Poutine et présidente du Conseil de la fédération, affirme que des Russes ont reçu des avis de conscription sans être éligibles à la mobilisation : « De tels excès sont absolument inacceptables. Et, je considère absolument normal qu'ils déclenchent une vive réaction dans la société ». De même, Viatcheslav Volodine président de la Douma d'État indique : « Si une erreur est commise, il est nécessaire de la corriger. Les autorités à tous les niveaux doivent prendre conscience de leurs responsabilités ».

Le 25 septembre, le Kremlin s'excuse de cette mobilisation excessive. C'est ainsi le cas d'un ancien militaire de plus de 60 ans gravement malade ou d'un directeur d'école, âgé de 58 ans, sans expérience militaire. De même des infirmières, des sages-femmes, des étudiants sont convoqués dans les centres de recrutement. Il faut la publication de plusieurs décrets successifs pour réussir à stopper la mobilisation des étudiants. Pour la politologue Tatiana Stanovaya : 

« Les acteurs qui se rejettent la responsabilité, les cris sur les “excès involontaires”, les tentatives de se faire bien voir de Poutine tout en accusant ses subordonnés… Le pouvoir réagit très mal aux pressions sociales, et non politiques, venant de la base. Poutine apparaît faible, indécis et contraint à l’improvisation permanente. »

Vladimir Poutine intervient directement dans cette controverse : « Cette mobilisation suscite beaucoup d’interrogations. Il faut corriger toutes les erreurs et faire en sorte qu’elles ne se reproduisent plus ». Début octobre, le ministre de la Défense de la fédération de Russie, Sergueï Choïgou, annonce la mobilisation effective de 200 000 personnes qui seront formées avant de rejoindre le front ukrainien. Vladimir Poutine ne prévoit pas une nouvelle mobilisation dans un avenir proche.
Début novembre Vladimir Poutine affirme que 318 000 Russes ont été mobilisés. Toutefois, plusieurs ONG russes estiment ce nombre à près de 500 000. Par ailleurs, la mobilisation pourrait continuer, de façon officieuse, avec l’appel au service militaire qui s'effectuera ultérieurement,. Au début du mois de décembre, Vladimir Poutine annonce la présence de 150 000 mobilisés en Ukraine dont 77 000 au combat. Le 1009e régiment de fusiliers motorisés est notamment créé à partir des mobilisés de l'oblast de Pskov.
Le 21 décembre 2022, le ministre de la défense Sergueï Choïgou, annonce la nécessité d'atteindre le nombre de 1,5 million de militaires russes soit 350 000 hommes supplémentaires au regard de l'objectif initial de 1,15 million fixé en août 2022, soit une augmentation de plus de 30 %. Il propose également d’augmenter l’âge limite du service militaire. Vladimir Poutine lui donne son accord et indique : « Nous n’avons aucune limitation de financement. Le pays et le gouvernement donneront tout ce que l’armée demandera »,.
En décembre 2023, Vladimir Poutine signe un nouveau décret pour augmenter de 15% le nombre de soldats de l'armée russe. Ainsi l'armée comportera 2,2 millions de membres, avec 1,32 million de soldats. L'augmentation des effectifs doit s'effectuer avec des engagements volontaires, aucune nouvelle « mobilisation n'est prévue ».

## Décret

Première page du décret présidentiel.

### Publication officielle et entrée en vigueur
Le décret présidentiel du 21 septembre 2022 n° 647 "Sur l’annonce d’une mobilisation partielle en fédération de Russie" a été publié sur le Portail Internet Officiel d’Information Juridique pravo.gov.ru le 21 septembre 2022. Le décret a également été publié le 22 septembre 2022 en première page du numéro 223(8861) de la Rossiskaïa Gazeta.
Selon le point 10 du décret, celui-ci entre en vigueur à compter de la date de publication officielle, soit le 21 septembre 2022 lors de sa publication sur le Portail Internet Officiel d’Information Juridique.

### Contenu
Le décret se compose de dix points :
1. Déclarer la mobilisation partielle en fédération de Russie à partir du 21 septembre 2022.
2. Effectuer l'appel des citoyens de la fédération de Russie au service militaire pour la mobilisation dans les forces armées de la fédération de Russie. Les citoyens de la fédération de Russie appelés au service militaire par mobilisation ont le statut de personnel militaire servant dans les Forces armées de la fédération de Russie en vertu d'un contrat.
3. Notez que le niveau de salaire des citoyens de la fédération de Russie appelés à mobiliser le service militaire dans les Forces armées de la fédération de Russie est le même que le niveau de salaire des soldats servant sous contrat dans les Forces armées de la fédération de Russie.
4. Les contrats de service militaire se poursuivent jusqu’à la fin de la période de mobilisation partielle, sauf en cas de licenciement pour les motifs établis par le présent décret.
5. Établir, pendant la période de mobilisation partielle, les motifs suivants pour le licenciement du service militaire des militaires effectuant le service militaire sous contrat, ainsi que des citoyens de la fédération de Russie qui ont été appelés au service militaire pour la mobilisation dans les forces armées de la fédération de Russie:
  1. selon l’âge, au moment d’atteindre la limite d’âge pour le service militaire;
  2. pour des raisons médicales - pour des raisons d’inaptitude au service militaire par une commission médicale militaire, à l’exception du personnel militaire qui a exprimé le souhait de poursuivre son service militaire à des postes militaires qui peuvent être remplacés par ledit personnel militaire;
  3. dans le cadre de l’entrée en vigueur de la peine d’emprisonnement.
6. Le gouvernement de la fédération de Russie devrait:
  1. financer les mesures de mobilisation partielle.
  2. prendre les mesures nécessaires pour répondre aux besoins des Forces armées de la fédération de Russie, des autres troupes, formations et corps militaires pendant la période de mobilisation partielle.
7. Confidentiel
8. Les hauts fonctionnaires des unités constitutives de la fédération de Russie veillent à ce que les citoyens soient appelés au service militaire lorsqu'ils sont mobilisés dans les forces armées de la fédération de Russie selon le nombre et les délais établis par le ministère de la Défense de la fédération de Russie pour chaque sujet de la fédération de Russie.
9. Accorder aux citoyens de la fédération de Russie travaillant dans les organisations du complexe militaro-industriel le droit de reporter leur conscription pour la mobilisation (tout en travaillant dans ces organisations). Les catégories de citoyens de la fédération de Russie qui ont droit au report et la procédure pour l’accorder sont déterminées par le gouvernement de la fédération de Russie.
10. Ce décret entre en vigueur le jour de sa publication officielle[21].

### Le7epoint
L'article 7 du décret présidentiel de mobilisation est classifié et tenu secret. Il concerne le nombre de civils russes qui doivent rejoindre l'armée. Aussi des médias indépendants avancent, après enquête, la possibilité de mobiliser au moins un million de Russes.
Ainsi le journal en ligne indépendant Novaïa Gazeta Europe, une nouvelle édition de Novaïa Gazeta, a rapporté que l'article classifié 7 donne au ministère de la Défense la permission de mobiliser jusqu'à un million d'hommes.  
De même, le journal en ligne indépendant Meduza évoque 1,2 million de personnes à recruter dans la mobilisation partielle et cite une source proche d'un des ministères fédéraux du pays.

## Recrutement par le Groupe Wagner
Selon l'ONG Rus Sidiachaïa, 30 000 à 35 000 détenus recrutés par le Groupe Wagner, ont été sortis des prisons, maisons d’arrêt et colonies pénitentiaires de Russie pour aller combattre en Ukraine. Evgueni Prigojine, dirigeant le Groupe Wagner, participe directement à ce recrutement. Une vidéo le montre devant les prisonniers de la maison d’arrêt n° 15 de Bataïsk, dans la région de Rostov, proposer la liberté au bout de six mois à ceux qui rejoignent le Groupe pour combattre. Les statistiques de Rus Sidiachaïa montrent qu'un tiers des détenus signent un contrat, alors que le recruteur précise que l'objectif est l'assaut des troupes ennemies avec de faibles chances de réussite. Par ailleurs le mercenaire qui recule, se rend ou déserte sera immédiatement tué. Olga Romanova responsable de Rus Sidiachaïa indique : « Ils sont exclusivement déployés en première ligne. Derrière eux se trouvent les troupes barrières (chargées de tirer sur les soldats de première ligne au cas où ils reculeraient), puis les mobilisés et enfin les soldats professionnels »,.
En février 2023, alors que l'armée russe recrute à son tour dans les prisons russes, Wagner indique la fin de son propre recrutement dans les prisons avec 30 000 détenus enrôlés. Alors que le Groupe Wagner subit de lourdes pertes humaines dans les combats en Ukraine, Evgueni Prigojine annonce, en mars, ouvrir 58 centres de recrutement dans 42 villes russes.
En avril 2023, John Kirby du département de la Défense des États-Unis,  annonce la mort de 10 000 soldats de Wagner pendant l'offensive russe de l'hiver, essentiellement des anciens prisonniers « jetés dans les combats à Bakhmout (est de l’Ukraine) sans entraînement ni commandement militaire suffisant ».

## Conséquences en Russie

### Manifestations
En Russie de nombreuses protestations de masse contre la mobilisation ont lieu. Le nombre de personnes arrêtées est, à la date du 22 septembre, d'au moins 1 300 Russes, selon l'ONG OVD-Info. Cette même ONG rapporte l'arrestation de plus de 710 Russes dans la journée du 24 septembre et ce dans 32 villes. Le 25 septembre à Makhatchkala, capitale du Daghestan, selon différents médias locaux, des policiers ont tiré des coups de feu pour contrôler les manifestants. D'autres localités, sont concernées par ces manifestations y compris dans les villages où les habitants essayent de bloquer des axes de circulation. Les femmes y sont particulièrement actives : « Nos enfants ne sont pas de l’engrais » ou « non à la guerre »,.
Plusieurs vidéos sont diffusées sur les réseaux sociaux, où des femmes, sans s'opposer à l’« opération militaire spéciale »  ou aux autorités russes, demandent de l'aide pour leurs proches mobilisés : « Nos fils et nos maris ne sont pas de la chair à canon. Ils ont besoin d’aide ». Vladimir Poutine reçoit le 25 novembre un groupe de mères et d’épouses d’hommes mobilisés pour présenter ses condoléances à celles qui ont perdu un proche et échanger avec elles. Dans les faits nombre de ces femmes sont des proches du pouvoir permettant à Poutine de diffuser des images de propagande favorables au régime russe ,.
En décembre 2022, Vladimir Poutine signe une loi interdisant les rassemblements dans les « bâtiments gouvernementaux, les universités, les écoles, les hôpitaux, les ports, les gares, les églises et les aéroports » probablement pour empêcher les proches des mobilisés et les opposants à la guerre de manifester.

### Refus de mobilisation
En vertu d'amendements adoptés par la Douma, la loi prévoit dix ans de prison pour les citoyens qui ne répondent pas à l'ordre de mobilisation. Et la même peine pour ceux qui se rendent sans combattre.
Nikolaï Peskov (en) fils de Dmitri Peskov est l'objet d'un appel téléphonique par des membres de l’équipe d’Alexeï Navalny, qui se présentent comme recruteurs et lui demandent de rejoindre son centre d’affectation. Nikolaï Peskov refuse et indique : « Je réglerai ça à un autre niveau ». Le Kremlin affirme que la vidéo est truquée alors qu'elle est diffusée en direct.
En Sibérie, le 26 septembre un homme a blessé grièvement un militaire par arme à feu dans un centre de mobilisation de l’armée russe. Par ailleurs, certains centres ont été incendiés ces derniers jours avec des cocktails Molotov. Le site biélorusse Nexta, indique qu’un homme a essayé de s’immoler à Riazan pour refuser la guerre. Le 30 septembre, le rappeur Ivan Petunin, Walkie T de son nom de scène, se suicide à Krasnodar, refusant d'avoir à tuer des hommes.

### Équipements des mobilisés
Certains mobilisés considèrent être mal traités, manquer de nourriture et être sous équipés. Il apparait sur des réseaux sociaux des conseils pour que les nouveaux soldats achètent leurs armements ou protections et payent la nourriture. Le journaliste Vladimir Soloviev proche du pouvoir déclare : « Je suis fatigué de recevoir des messages disant que les mobilisés doivent acheter leur équipement avec leur argent. Qu'est-ce que c'est que ça ? Où sont les uniformes ? Où sont les bottes ? Où sont les casques ? Où sont les gilets parre-balles ? »,. Pour équiper les futurs militaires, des familles dépensent entre 80 000 et 150 000 roubles (soit 1 300 à 2 400 euros) à partir de listes qui circulent sur les réseaux sociaux : « sac à dos, chaussettes, dessous chauds, trois briquets, une pharmacie complète, un gilet multipoche, quelques aliments non périssables… Et, dans la catégorie « souhaitable » – de quoi plonger les femmes dans un désarroi sans fin – un gilet pare-balles de quatrième ou cinquième catégories »,.

### Départs de Russes à l'étranger
Certains civils réussissent à quitter la Russie pour éviter d'être envoyés se battre en Ukraine. Selon Novaïa Gazeta Europe, le service fédéral de sécurité (FSB) de la fédération de Russie estime à 261 000 hommes qui ont quitté la Russie entre les 21 et 24 septembre 2022.
Début octobre, l'édition russe du magazine Forbes avance le départ de 700 000 Russes depuis le 21 septembre. Forbes s'appuie sur deux sources anonymes au Kremlin : l'une pour un million de Russes, et l'autre pour 600 à 700 000 Russes.

#### Destinations
Les vols en aller simple à destination de l'Arménie, de la Serbie ou la Turquie sont complets avec des prix annoncés de 4 000 euros. En réaction les autorités russes empêchent des hommes de partir en exigeant le justificatif d'un déplacement professionnel. Des autorités régionales à l'est de la Russie interdisent aux hommes mobilisables de quitter leurs résidences. Mais, du moins à la date du 23 septembre, ce n'est pas le cas à Moscou.
Le 24 septembre, le quotidien Le Monde rapporte des prix de billet d'avion vers Istanbul en Turquie à hauteur de 4 000 à 9 000 dollars (4 127 à 9 285 euros). Trouver une place avant la fin du mois de septembre parait impossible.
Des milliers de Russes quittent le pays par les voies terrestres pour rejoindre la Géorgie, la Turquie, le Kazakhstan, l'Arménie (pas de visas nécessaires ou les formalités sont légères) ou la Finlande. Ils quittent la Russie sans choisir la destination mais en fonction des possibilités qui s'offrent à eux.
Le Kazakhstan indique l'arrivée de 200 000 Russes sur son territoire en septembre. Pour l'Union européenne c'est 66 000 entrées dans la dernière semaine de septembre,. La Géorgie avance plus de 53 000 réfugiés russes en trois semaines depuis le 21 septembre et des milliers affluent chaque jour au poste frontière de Verkhniy Lars. Début novembre,  la présidente géorgienne, Salomé Zourabichvili, estime que depuis l'ordre de mobilisation « 700 000 Russes ont franchi la frontière, et quelque 600 000 sont repartis » vers d'autres pays. Ces exilés sont en général des jeunes « éduqués », issus « d’une classe intermédiaire ».

#### Conditions d'accueil à l'étranger
Kassym-Jomart Tokaïev, président du Kazakhstan s'engage à protéger les Russes qui fuient pour échapper à la mobilisation militaire.
Certains pays européens sont réticents à accueillir des Russes. Dès le 19 septembre 2022, les trois pays baltes leur ont interdit l'entrée. Ainsi, les autorités lituaniennes refusent de donner l'asile à des personnes qui ne font que « fuir leurs responsabilités ». Puis la Finlande a suivi ces interdictions. Toutefois les journalistes visés par la répression, les diplomates ou les routiers peuvent rentrer,.

### Économie
Alors que l'économie russe entre en récession au deuxième et troisième trimestre 2022, avec un recul de son produit intérieur brut de 4%, la mobilisation de 300 000 hommes (500 000 selon certaines ONG) et le départ à l'étranger d’un million de Russes entraînent un manque de personnel dans près d'un tiers des entreprises,,.

### Prises de position
Le politicien de l'opposition Alexeï Navalny, condamné à 10 ans de captivité en Russie, a accusé le président Poutine d'avoir créé une « tragédie massive » avec un « nombre massif de morts » juste pour maintenir son pouvoir personnel Navalny parle de « guerre criminelle » et qualifie la mobilisation de « crime contre son pays » et il appelle à des protestations de masse.
Le 23 septembre le patriarche orthodoxe Cyrille de Moscou a exhorté ses fidèles à rejoindre l'armée pour combattre en Ukraine, précisant que si une personne « meurt dans l’accomplissement de ce devoir, alors (...) elle se sera sacrifiée pour les autres. Et donc, nous croyons que ce sacrifice lave tous les péchés qu’une personne a commis ».
Un mouvement de contestation, « Le chemin du retour », faible mais pugnace, demande le retour des mobilisés qui combattent en Ukraine. Les femmes du mouvement demandent que l'« opération spéciale » soit assurée par les volontaires recrutés. Bien qu'il leur soit interdit de manifester, elles se retrouvent périodiquement à proximité du Kremlin. Par ailleurs elles font l'objet de multiples pressions pour qu'elles cessent de demander le retour de leurs proches.

## Les mobilisés sur le front
Le bombardement des quartiers militaires de Makiïvka est survenu le soir du Nouvel An, du 31 décembre 2022 au 1er janvier 2023, lorsque l'armée ukrainienne a détruit le bâtiment de l'école professionnelle et technique de Makiïvka, dans lequel se trouvaient des soldats russes mobilisés.
Des mobilisés intégrés dans des unités combattantes interpellent les autorités russes, en particulier Vladimir Poutine, pour demander de l'aide.  « Chair à canon », « assauts insensés », « on nous envoie au massacre », « nous sommes des citoyens ! », ces termes reviennent dans pratiquement tous les messages.

## Réactions internationales
- Allemagne, Olaf Scholz considère les annonces du président russe comme « un acte de désespoir », « Poutine ne fait qu'empirer les choses. Il a depuis le début complètement sous-estimé la situation, et la volonté de résistance des Ukrainiens (...) »[31].
- Chine, le porte-parole du ministère chinois des Affaires étrangères appelle à « un cessez-le-feu à travers le dialogue »[31].
- États-Unis, Antony Blinken accuse Vladimir Poutine de « verser de l’huile sur un feu qu’il a lui-même allumé »[64].
- France, le Président Emmanuel Macron estime que les dernières décisions de Poutine conduisent à « isoler davantage la Russie », il salue les déclarations de la Chine et de l'Inde qui appellent à la fin de la guerre en Ukraine[31].
- Inde, le Ministre des Affaires extérieures de l’Inde appelle à la paix et ajoute : « Ce ne peut être une ère de guerre »[64].
- Ukraine, pour le Président Volodymyr Zelensky s'adressant directement aux Russes : « C'est l'heure du choix pour vous. Pour les hommes en Russie, c'est le choix de mourir ou vivre, devenir invalide ou préserver sa santé. »[61].
- Union européenne, Joseph Borrel considère que la mobilisation des civils russes montre le « désarroi » de Vladimir Poutine[31].